# Southside Blues Jam
Southside Blues Jam — студійний альбом американського блюзового музиканта Джуніора Веллса, випущений у 1970 році лейблом Delmark. Записаний спільно з гітаристом Бадді Гаєм і піаністом Отісом Спенном. 

## Опис
Свій другий альбом на лейблі Delmark (після Hoodoo Man Blues 1965 року) губний гармоніст і співак Джуніор Веллс записав під час двох сесій 30 грудня 1969 і 8 січня 1970 на студії Sound Studios в Чикаго, Іллінойс, продюсером яких виступив Роберт Г. Кестер. На цих сесіях Веллсу (вокал, губна гармоніка) акомпанували гітаристи Бадді Гай (співає дуетом з Веллсом лише на «Trouble Don't Last Always») і Луї Маєрс, бас-гітарист Ернест Джонсон, піаніст Отіс Спенн (для якого це був останній студійний запис; музикант помер у квітні 1970 році) і ударник Фред Білоу.  
Альбом включає 8 композицій, серед яких кавер-версія хіта Мадді Вотерса «I Just Want to Make Love to You», написана Віллі Діксоном, а також власні композиції Веллса (зокрема, його пісня «You Say You Love Me» написана за мотивами «Long Distance Call» Мадді Вотерса).

## Список композицій
1. «Stop Breaking Down» (Джуніор Веллс) — 2:30
2. «I Could Have Had Religion» (Джуніор Веллс) — 4:00
3. «I Just Want to Make Love to You» (Віллі Діксон) — 5:45
4. «Baby, Please Lend Me Your Love» (Джуніор Веллс) — 6:55
5. «You Say You Love Me» (Джуніор Веллс) — 3:01
6. «Blues for Mayor Daley» (Джуніор Веллс) — 5:41
7. «I Wish I Knew What I Know Now» (Джуніор Веллс) — 4:15
8. «Trouble Don't Last Always» (Боббі Паттерсон) — 6:00

## Учасники запису
- Джуніор Веллс — вокал, губна гармоніка
- Бадді Гай — гітара, вокал (8)
- Луї Маєрс — гітара (2, 3, 7)
- Отіс Спенн — фортепіано
- Ернест Джонсон — бас
- Фред Білоу — ударні

Технічний персонал
- Роберт Г. Кестер — продюсер
- Грег Робертс, Рей Флерлейдж, Збігнев Ястшебський — фотографія обкладинки
- Збігнев Ястшебський — дизайн